# Грачёвка (Костанайская область)
Грачёвка (каз. Грачев) — упразднённое село в Фёдоровском районе Костанайской области Казахстана. Ликвидировано в 2016 году. Входило в состав Костряковского сельского округа. Код КАТО — 396847300.

## Население
В 1999 году население села составляло 181 человек (86 мужчин и 95 женщин). По данным переписи 2009 года в селе проживало 107 человек (56 мужчин и 51 женщина).